# Mark Morrison (hockey sur glace, 1982)
Pour les articles homonymes, voir Mark Morrison (homonymie).
Mark Morrison (né le 10 juillet 1982 à Belfast, en Irlande du Nord au Royaume-Uni) est un joueur britannique et irlandais de hockey sur glace professionnel qui évolue en position d'ailier droit.

## Biographie
Mark Morrison commence sa carrière en 2003 avec l'équipe de sa ville natale, les Belfast Giants qui débute alors dans le nouveau championnat élite du Royaume-Uni, l'Elite Ice Hockey League. Avec les Giants, il remporte plusieurs titres dont l'EIHL en 2006 et les séries éliminatoires en 2010. À partir de 2007, il porte les couleurs de l'équipe d'Irlande qui évolue essentiellement en Division III, quatrième échelon de la hiérarchie mondiale. Après sept saisons en professionnel, il annonce en 2010 qu'il se retire du hockey sur glace. Il  continue cependant de représenter l'Irlande dont il en devient le capitaine. En décembre 2011, il répond à l'appel des Giants, ces derniers étant minés par de nombreuses blessures, et retrouve le niveau professionnel.

## Statistiques

### Statistiques en club
| Saison    | Équipe         | Ligue |    | Saison régulière | Saison régulière | Saison régulière | Saison régulière | Saison régulière |   | Séries éliminatoires | Séries éliminatoires | Séries éliminatoires | Séries éliminatoires | Séries éliminatoires |
| Saison    | Équipe         | Ligue | PJ | B                | A                | Pts              | Pun              | PJ               | B | A                    | Pts                  | Pun                  |                      |                      |
| 2003-2004 | Belfast Giants | EIHL  | 55 | 4                | 3                | 7                | 28               | 4                | 0 | 0                    | 0                    | 0                    |                      |                      |
| 2004-2005 | Belfast Giants | EIHL  | 50 | 3                | 4                | 7                | 8                | 8                | 0 | 0                    | 0                    | 0                    |                      |                      |
| 2005-2006 | Belfast Giants | EIHL  | 44 | 2                | 4                | 6                | 16               | 5                | 0 | 0                    | 0                    | 0                    |                      |                      |
| 2006-2007 | Belfast Giants | EIHL  | 54 | 1                | 11               | 12               | 54               |                  |   |                      |                      |                      |                      |                      |
| 2007-2008 | Belfast Giants | EIHL  | 52 | 5                | 4                | 9                | 41               | 2                | 0 | 0                    | 0                    | 0                    |                      |                      |
| 2008-2009 | Belfast Giants | EIHL  | 44 | 8                | 6                | 14               | 21               | 2                | 0 | 0                    | 0                    | 0                    |                      |                      |
| 2009-2010 | Belfast Giants | EIHL  | 44 | 1                | 2                | 3                | 35               | 4                | 0 | 0                    | 0                    | 0                    |                      |                      |
| 2011-2012 | Belfast Giants | EIHL  | 3  | 0                | 1                | 1                | 0                |                  |   |                      |                      |                      |                      |                      |

### Statistiques en équipe nationale
| Année | Équipe  | Compétition          |   | PJ | B | A | Pts | Pun                           |  | Résultats |
| 2007  | Irlande | Championnat du monde | 4 | 6  | 3 | 9 | 12  | 2e de Division III            |  |           |
| 2008  | Irlande | Championnat du monde | 5 | 3  | 3 | 6 | 31  | 6e de Division II, Groupe A   |  |           |
| 2009  | Irlande | Championnat du monde | 4 | 4  | 1 | 5 | 4   | 5e de Division III            |  |           |
| 2010  | Irlande | Championnat du monde | 3 | 4  | 2 | 6 | 4   | 1er de Division III, Groupe A |  |           |
| 2011  | Irlande | Championnat du monde | 5 | 1  | 1 | 2 | 14  | 6e de Division II, Groupe B   |  |           |

## Titres et honneurs personnels
- Elite Ice Hockey League
  - Champion de l'EIHL 2006 avec les Belfast Giants
  - Vainqueur de la Challenge Cup 2009 avec les Belfast Giants
  - Vainqueur de la Knockout Cup 2009 avec les Belfast Giants
  - Champion des séries éliminatoires 2010 avec les Belfast Giants

- Championnat du monde de hockey sur glace
  - Meilleur attaquant de la Division III en 2007
  - Meilleur joueur de la Division III en 2007
  - Meilleur attaquant de la Division III, Groupe A en 2010